# Kierioaivi
Kierioaivi är en kulle i Finland.   Den ligger i den ekonomiska regionen  Fjäll-Lappland  och landskapet Lappland, i den norra delen av landet, 900 km norr om huvudstaden Helsingfors. Toppen på Kierioaivi är 444 meter över havet.
Terrängen runt Kierioaivi är huvudsakligen platt.  Trakten runt Kierioaivi är nära nog obefolkad, med mindre än två invånare per kvadratkilometer. Det finns inga samhällen i närheten. Omgivningarna runt Kierioaivi är i huvudsak ett öppet busklandskap.